# Phraortes formosanus
Phraortes formosanus är en insektsart som beskrevs av Tokuichi Shiraki 1935. Phraortes formosanus ingår i släktet Phraortes och familjen Phasmatidae. Inga underarter finns listade i Catalogue of Life.